# اسب در ایران

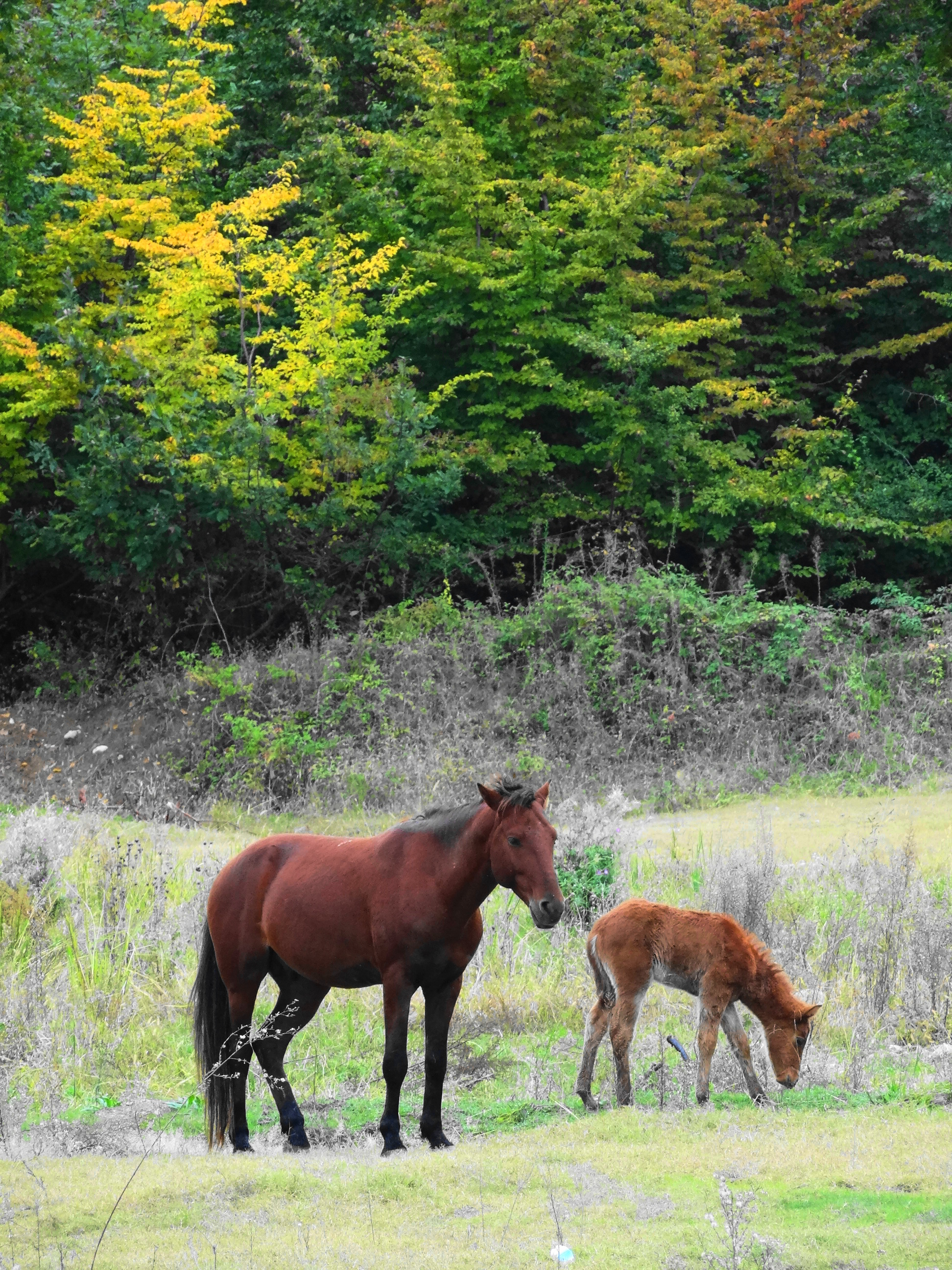
یک اسب و کره‌اش در اطراف نوشهر

تاریخ اسب در ایران به منابع یونانی از ایران باستان برمی‌گردد که در آن‌ها به رسم اسب‌دوانی اشاره شده است. امروزه، ایرانیان چندین نژاد اسب، به ویژه نژادهای کحیلان و صقلاوی را پرورش می‌دهند.

## پیشینه
اسب‌ها نقش فرهنگی مهمی در ایران باستان ایفا می‌کردند. هرودوت و کتزیاس به عمل هیپومنسی (پیشگویی با اسب) گواهی می‌دهند که تا دوره ساسانیان ادامه داشت. طبق تاریخ هرودوت، اسب نسایی در قرن پنجم پیش از میلاد مقدس شمرده می‌شد. داریوش بزرگ از این باور ایرانیان به پیشگویی اسب برای تضمین مشروعیت سلطنتی خود استفاده کرد.
در سال ۱۹۶۵، یک آمریکایی به نام لوئیز فیروز، اسب کاسپین را در کوه‌های البرز و سواحل دریای خزر دوباره کشف کرد. در دهه ۱۹۷۰، انجمن سلطنتی اسب ایران نام اسب فلات ایران را برای اشاره به گروهی از اسب‌های نسبتاً ناهمگن که در مناطق عشایری فلات ایران با تأثیرات مختلف هندواروپایی پرورش داده می‌شدند، پیشنهاد داد.

## نژادها
پایگاه داده DAD-IS اعلام کرده ۲۱ نژاد اسب در حال حاضر یا سابقاً در جمهوری اسلامی ایران پرورش داده شده‌اند که به این ترتیبند: بختیاری، باصری، کاسپین، دره‌شوری، عبیان، هدبیان، حمدانی، ایرانی، جاف، کحیلان، کرد، فارسی، قره‌باغ، قشقایی، صقلاوی، شیرازی، سیستانی، تالشی، تاروپود، ترکمن و یابو.
مطالعه بین‌المللی CAB در ۲۰۱۶ سه نوع یا نژاد اصلی اسب را در ایران متمایز می‌کند: اسب ایرانی، اسب فلات ایران و اسب ترکمن که به زیرگروه‌های متعددی تقسیم می‌شوند که ویژگی‌های آنها هنوز مشخص نیست. این مطالعه همچنین به وجود اسب چناران اشاره می‌کند.